# چاک منجونی
چاک منجونی (انگلیسی: Chuck Mangione; ۲۹ نوامبر ۱۹۴۰ – ۲۲ ژوئیهٔ ۲۰۲۵) نوازنده فلوگل‌هورن، موزیسین جاز و آهنگساز اهل ایالات متحده آمریکا بود. وی بین سال‌های ۱۹۶۰ تا ۲۰۱۰ میلادی فعالیت می‌کرد. او در دهه ۱۹۶۰ به عنوان عضوی از گروه آرت بلیکی به شهرت رسید و بعدها به همراه برادرش، گپ، گروه جاز برادرز را رهبری کرد و در سال ۱۹۷۷ با تک‌آهنگ جاز-پاپ خود با نام «حس خیلی خوبی دارد» به موفقیت بین‌المللی دست یافت.

## اوایل زندگی
منجونی در ۲۹ نوامبر ۱۹۴۰ در راچستر، نیویورک، از والدینی ایتالیایی-آمریکایی متولد شد و در آنجا بزرگ شد. پدر و مادرش از علاقه‌مندان موسیقی جاز بودند و صاحب یک فروشگاه خواربار فروشی به نام منجونی بودند. منجونی در دوران دبستان درس موسیقی را با پیانو شروع کرد، اما بعدها به دنبال تماشای فیلم «مرد جوان با شیپور» به ترومپت روی آورد. او به همراه برادر پیانیستش، گپ، در دبیرستان یک گروه موسیقی تشکیل داد و در جلساتی با دیزی گیلسپی و مایلز دیویس نواخت.